# 康涅狄格殖民地
康涅狄格殖民地（英語：Connecticut Colony），起初稱為康涅狄格河殖民地或河流殖民地，是英國在北美洲的殖民地，後來成為康涅狄格州。1636年3月3日組織成為清教徒居民區，英格蘭在1637年與荷蘭爭奪後完全控制此地區。此殖民地後來成為殖民者與佩科特印第安人的血猩戰爭所在地，又稱佩科特戰爭。康涅狄格州在新世界（美洲）建立自治政府扮演了重要角色，拒絕向新英格蘭自治領當局投降，又稱橡樹特許狀事件，發生在傑羅米·阿當斯的旅館和酒館。
康涅狄格州的其餘兩個英國定居點合併至康涅狄格殖民地：1644年塞布魯克殖民地併入，1662年紐哈文殖民地。